# 馬自達颯爽

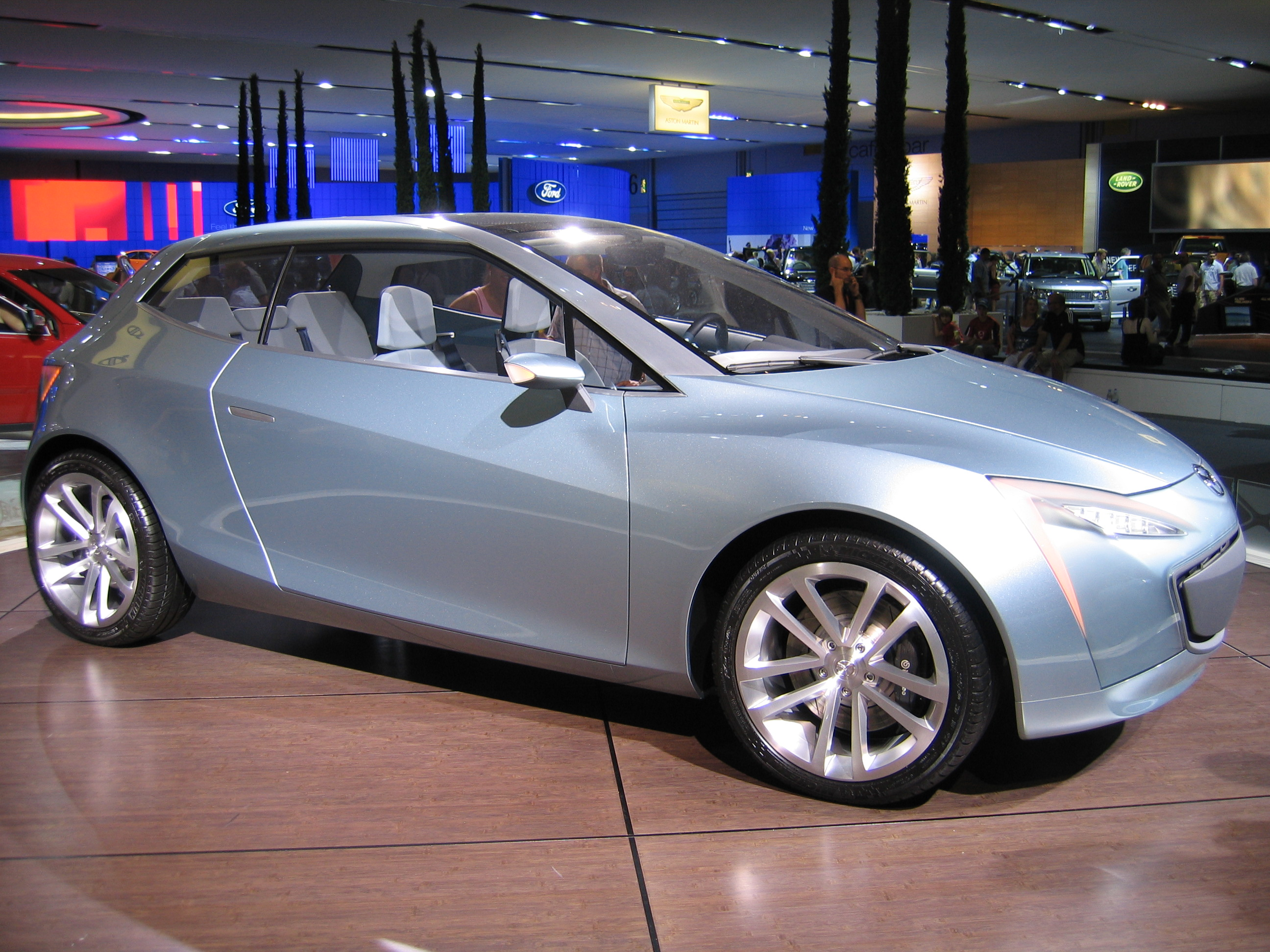
馬自達颯爽

馬自達颯爽（日语：マツダ・颯爽〔さっそう〕；Mazda Sassou）是一款由日本馬自達公司開發的概念車。

## 概要
該款車正式於2005年9月17日開幕的法蘭克福車展上公開發表，這部概念車是一部小型三門掀背車，擁有輕量化車身設計，搭載一具1.0L三汽缸DISI（Direct Injection Spark Ignition的縮寫）MZR型渦輪增壓汽油引擎。
這款車的外觀設計源自於日式房間的拉窗「障子」，透過「障子」的光影變化，美化室內裝潢的多樣性。此外，車子靠著一支USB鑰匙發動，座椅也能以壓縮空氣隨著乘客的體型而變化，亦可隨意將座椅翻倒，變化出最彈性的車室空間。

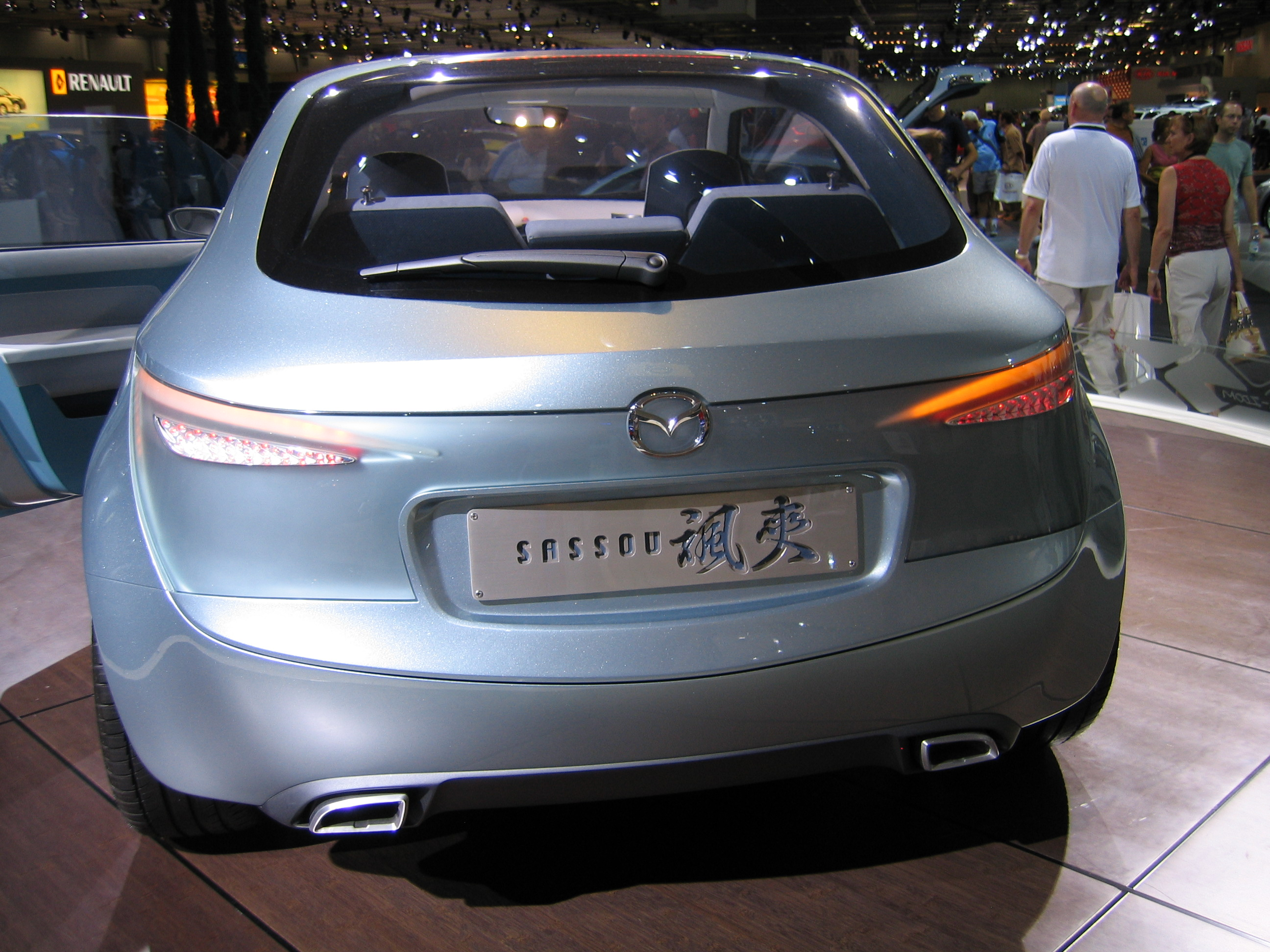
車尾
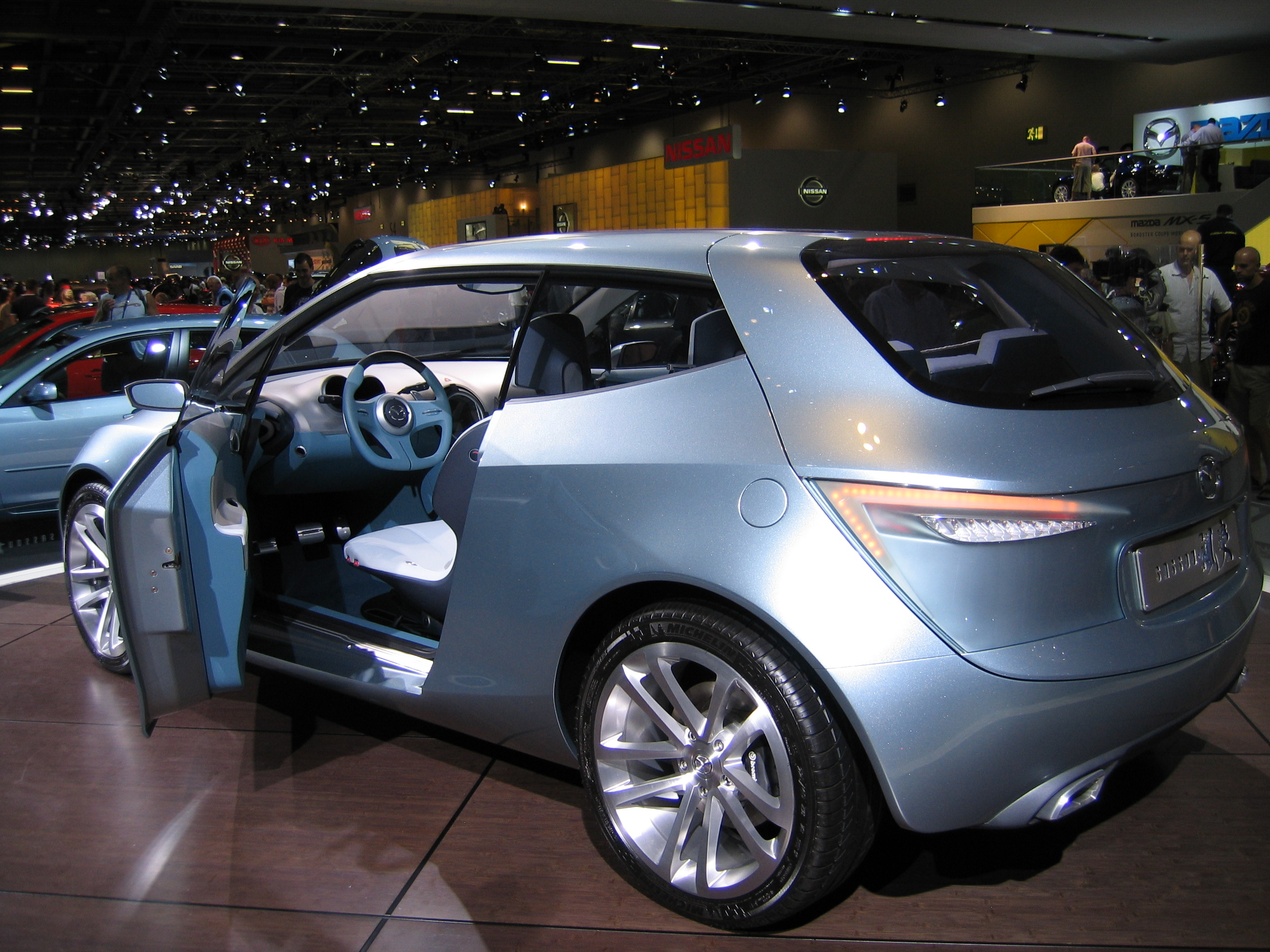
車側
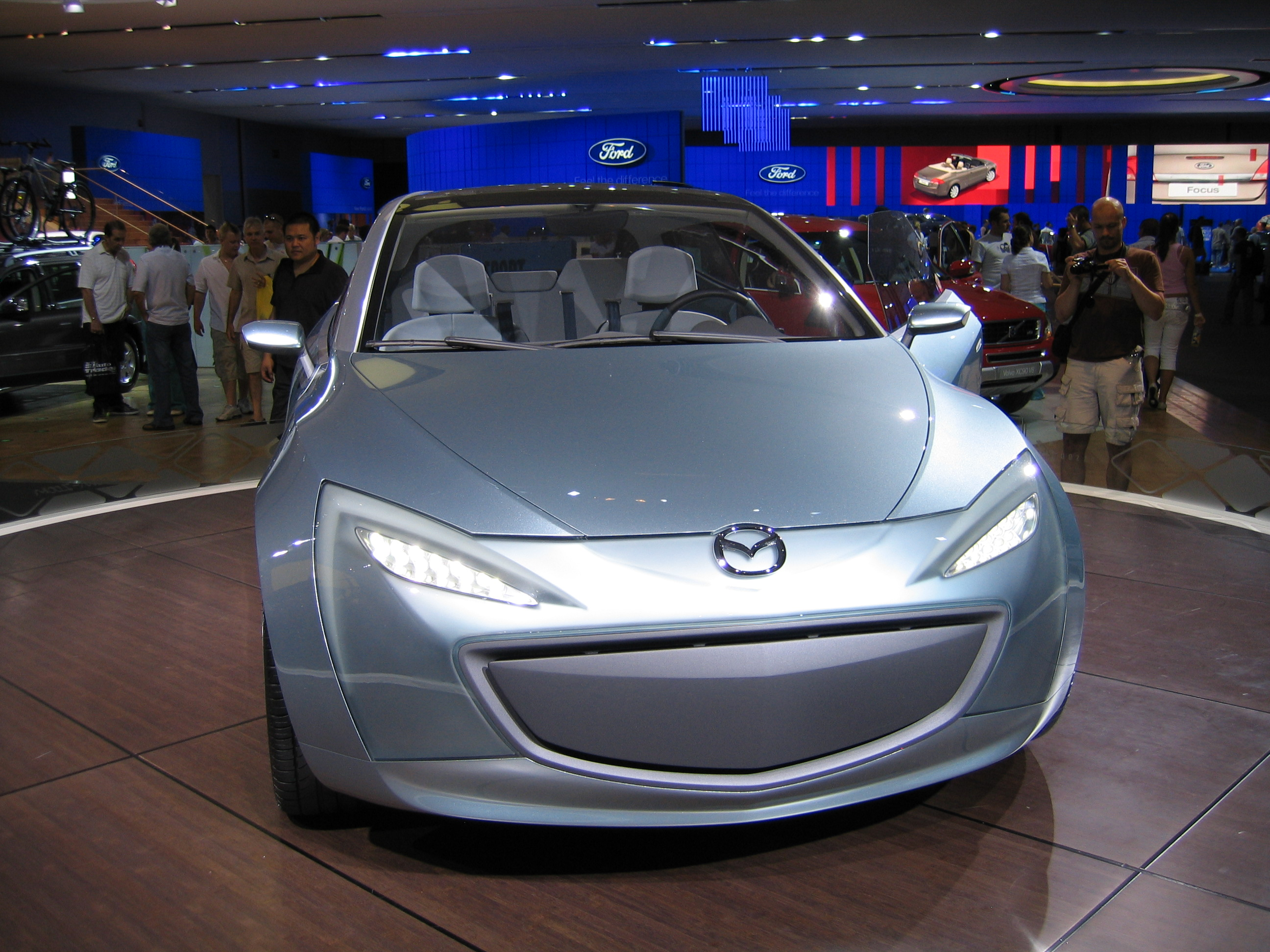
車頭
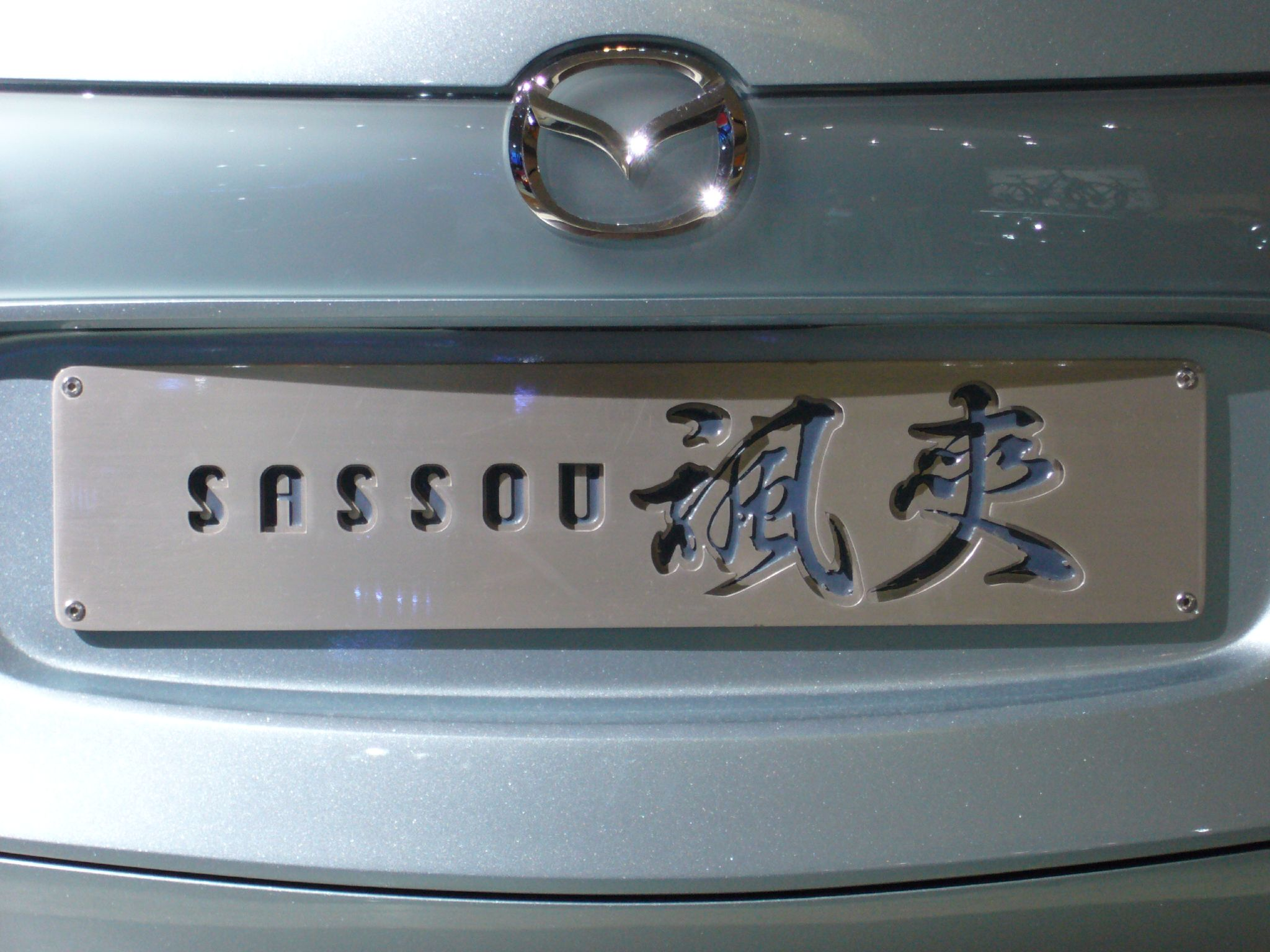
車名銘牌

## 外部連結
- （日語） 馬自達官方網站新聞稿
- U-CAR：「颯爽」現身！Mazda Sassou三門掀背概念車